# Dreizack-Pfeileule
Die Dreizack-Pfeileule (Acronicta tridens), auch Dreizackeule genannt ist ein Schmetterling (Nachtfalter) aus der Familie der Eulenfalter (Noctuidae).

## Merkmale
Die Falter haben eine Flügelspannweite von 36 bis 44 Millimetern. Die Grundfarbe der Vorderflügel ist grau, meistens dunkelgrau und relativ einheitlich gefärbt. Wurzelstrich und tornaler Strich sind deutlich entwickelt, ebenso die innere und äußere Querlinie. Diese sind schwarz und doppelt gezeichnet. Dagegen ist der Mittelschatten nur am Vorder- und Hinterrand gut zu sehen, die Saumlinie ist undeutlich. Ringmakel und Nierenmakel sind im Bereich des Zwischenmakelstriches gut zu erkennen. Die Fransen sind weiß mit schmalen interneuralen Strichen. Die Hinterflügel der Männchen sind meist völlig weiß, bei einigen Formen kommt eine schwarze Überstäubung der Äderung in den distalen Partien der Adern vor. Bei den Weibchen sind die Hinterflügel an der Basis grau und werden zum Außenrand hin dunkler. Die mittlere Querlinie und der Diskalfleck sind nur undeutlich zu sehen, dagegen ist die Saumlinie deutlich schwarz gezeichnet. Die Unterseite von Vorder- und Hinterflügel ist grau, wobei die Unterseite des Vorderflügel etwas dunkler ist. Beide Unterseiten weisen eine mittlere Querlinie und einen Diskalfleck auf, wobei die Querlinie auf der Unterseite des Hinterflügels schwach ausgebildet ist. Kopf und Thorax sind grau gefärbt.
Das Ei ist sehr stark abgeflacht und kegelförmig. Die Oberfläche ist mit kräftigen Längsrippen besetzt. Es ist hellgelb gefärbt mit einem rotbraunen Fleck in der Mitte sowie drei weiteren, gleichgefärbten Flecken.
Die schwarzgrauen, relativ langen und schlanken Raupen sind verhältnismäßig wenig behaart. Der rotgelbe Rückenstreifen ist durch eine schwarze Mittellinie unterteilt. Sie hat auf dem 4. Segment auf dem Rücken einen kurzen, schwarzen Zapfen. Das 11. Segment weist eine schwarze, rot und gelb gepunktete Erhöhung auf. Die breiten, gelbweißen Seitenlinien sind rot gefleckt. Der Kopf ist schwarzgrau.

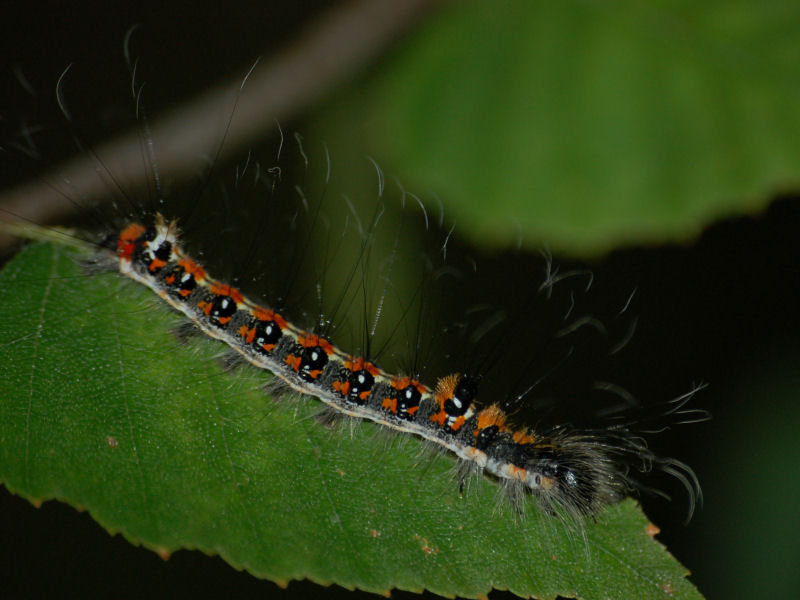
Ältere Raupe der Dreizack-Pfeileule

Die Puppe ist rotbraun mit einem beborsteten Kremaster.
Die Falter der Erlen-Pfeileule (Acronicta cuspis), der Pfeileule (Acronicta psi) sowie die Falter der Dreizack-Pfeileule (Acronicta tridens) sind sich sehr ähnlich und können nur durch Genitaluntersuchungen sicher unterschieden werden. Angeführt werden:
- Die Falter von A. cuspis und A. tridens sind im Durchschnitt etwas größer, allerdings ist der absolute Größenbereich fast gleich.
- Die Farbnuancen der Grundfarbe differieren geringfügig, A. cuspis hat oft einen Stich ins bläuliche. Der Wurzelstrich und der tornale Strich sind sehr deutlich entwickelt. Die Hinterflügel des Männchens sind dunkelgrau mit relativ deutlicher Mittellinie und Diskalfleck. Bei den anderen beiden Arten sind die Hinterflügel weiß, ausgenommen die Saumlinie (bei A. tridens) bzw. schwarz überstäubt entlang der Äderung bei A. psi.
- Der Vorderflügel von A. psi ist mit Abstand der variabelste was die Grundfarbe anbetrifft; diese variiert von weißgrau bis einfarbig dunkelgrau. Der Hinterflügel ist schwärzlich entlang der distalen Partien der Äderung und der Saumlinie. In sehr dunklen Formen kann der Hinterflügel von A. psi so dunkel sein wie der von A. cuspis, ist aber weniger überstäubt.
- Dagegen ist bei A. tridens der Vorderflügel weniger variabel, weniger stark gezeichnet und gewöhnlich dunkler als bei A. psi.
- A. tridens ist häufiger in mehr feuchten, moor-ähnlichen Biotopen.

Im Gegensatz zu den Faltern können die Raupen der oben angeführten Art leicht unterschieden werden.

## Geographische Verbreitung und Lebensraum
Die  Dreizack-Pfeileule ist in Europa weit verbreitet. Sie fehlt lediglich in kleineren Gebieten in Südspanien und Ostportugal, in Irland und Schottland, in Westskandinavien (Norwegen mit Ausnahme von einigen Vorkommen in Südnorwegen), Nordskandinavien und Nordrussland (etwa nördlich vom 65° Breitengrad). Auch in Südgriechenland und den griechischen Inseln fehlt sie weitgehend. Die Art kommt außerhalb Europas in Nordwestafrika, in Kleinasien, Zypern, dem Kaukasusgebiet, Israel, dem Nordiran, in Sibirien bis zum Russischen Fernen Osten, Nordchina, Korea und Japan vor.
Sie bevorzugt gebüschreiche Waldränder, Lichtungen, Schneisen, Waldwege in warmen Eichenmischwälder, aber auch feuchte Auwälder. In den Alpen steigt sie bis auf 1500 m über NN an.

## Lebensweise
Die Dreizack-Pfeileule bildet in Mitteleuropa zwei Generationen im Jahr, deren Falter von Anfang Mai bis Ende Juni und Mitte Juli bis Ende August/Anfang September fliegen. Die Falter sind nachtaktiv und kommen an künstliche Lichtquellen sowie an den Köder.
Die Raupen ernähren sich von den Blättern von Buchen (Fagus), Eichen (Quercus), Rosen (Rosa), Äpfel (Malus), Prunus, Birnen (Pyrus), Mehlbeeren (Sorbus), Birken (Betula), Weiden (Salix), Erlen (Alnus) und Eschen (Fraxinus). Ebert et al. (1997) erwähnen noch Weißdorne (Crataegus) als Nahrungspflanze der Raupen. Die Raupe verpuppt sich im Herbst in einem Gespinst. Die Puppe überwintert.

## Gefährdung und Schutz
Die Dreizack-Pfeileule ist in Deutschland eine Art der Vorwarnstufe. Die Situation in einzelnen deutschen Bundesländern sieht jedoch deutlich anders aus. In Bayern, Brandenburg, Nordrhein-Westfalen, Sachsen, Sachsen-Anhalt und Thüringen wird die Art als stark gefährdet (Kategorie 2) eingestuft, in Mecklenburg-Vorpommern in die Kategorie 3 (gefährdet). In Baden-Württemberg fehlt sie dagegen auf der Roten Liste.

## Systematik und Nomenklatur
Die Art wird von Fibiger et al. (2009) zur Untergattung Triaena Hübner, 1818 gestellt, zusammen mit Pfeileule (Acronicta psi) und der Erlen-Pfeileule (Acronicta cuspis). Es werden keine Unterarten aufgeführt. Es gibt mindestens drei Synonyme.